# Comuna Kolisnîkî, Prîlukî
Kolisnîkî (în ucraineană Колісники) este o comună în raionul Prîlukî, regiunea Cernihiv, Ucraina, formată din satele Kolisnîkî (reședința) și Levkî.

## Demografie
Componența lingvistică a comunei Kolisnîkî
     Ucraineană (97,5%)
     Rusă (2,5%)
Conform recensământului din 2001, majoritatea populației comunei Kolisnîkî era vorbitoare de ucraineană (97,5%), existând în minoritate și vorbitori de rusă (2,5%).